# NGC 5618
NGC 5618 este o liner situată în constelația Fecioara. A fost descoperită în 23 martie 1789 de către William Herschel. Se află la o distanță de 83,18 de megaparseci de Pământ.